# SLC35C2
SLC35C2 (англ. Solute carrier family 35 member C2) – білок, який кодується однойменним геном, розташованим у людей на короткому плечі 20-ї хромосоми. Довжина поліпептидного ланцюга білка становить 365 амінокислот, а молекулярна маса — 40 432.
| 10         |  | 20         |  | 30         |  | 40         |  | 50         |
| ---------- |  | ---------- |  | ---------- |  | ---------- |  | ---------- |
| MGRWALDVAF |  | LWKAVLTLGL |  | VLLYYCFSIG |  | ITFYNKWLTK |  | SFHFPLFMTM |
| LHLAVIFLFS |  | ALSRALVQCS |  | SHRARVVLSW |  | ADYLRRVAPT |  | ALATALDVGL |
| SNWSFLYVTV |  | SLYTMTKSSA |  | VLFILIFSLI |  | FKLEELRAAL |  | VLVVLLIAGG |
| LFMFTYKSTQ |  | FNVEGFALVL |  | GASFIGGIRW |  | TLTQMLLQKA |  | ELGLQNPIDT |
| MFHLQPLMFL |  | GLFPLFAVFE |  | GLHLSTSEKI |  | FRFQDTGLLL |  | RVLGSLFLGG |
| ILAFGLGFSE |  | FLLVSRTSSL |  | TLSIAGIFKE |  | VCTLLLAAHL |  | LGDQISLLNW |
| LGFALCLSGI |  | SLHVALKALH |  | SRGDGGPKAL |  | KGLGSSPDLE |  | LLLRSSQREE |
| GDNEEEEYFV |  | AQGQQ      |  |            |  |            |  |            |

A: Аланін

C: Цистеїн

D: Аспарагінова кислота

E: Глутамінова кислота

F: Фенілаланін

G: Гліцин

H: Гістидин

I: Ізолейцин

K: Лізин

L: Лейцин

M: Метіонін

N: Аспарагін

P: Пролін

Q: Глутамін

R: Аргінін

S: Серин

T: Треонін

V: Валін

W: Триптофан

Кодований геном білок за функцією належить до фосфопротеїнів. 
Задіяний у таких біологічних процесах, як транспорт, альтернативний сплайсинг. 
Локалізований у мембрані, апараті гольджі.